# كريبي باستا

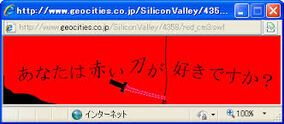
ايضًا في الانترنت ، وليست شخصيات فقط

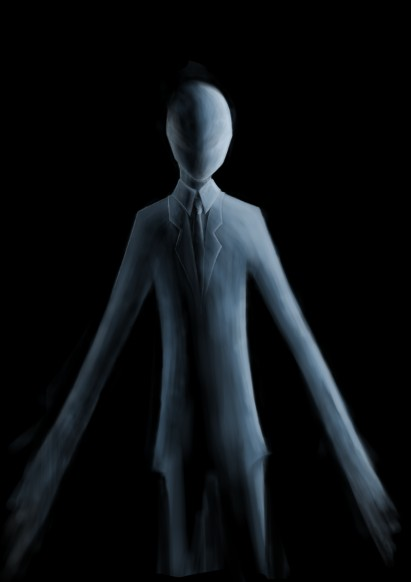
الرجل النحيل

كريبي باستا قصص منتشرة عبير انترنت بدأت من 2009 و وتوقفت في 2013 و بدأت في اليوتيوب

## شخصيات كريبي باستا

### jeffrey woods او jeff the killer - جيفري وودز او القاتل جيف
قاتل يقتل الناس في الليل ويقول لضحاياه قبل انهاء حياتهم: «إذهب إلى النوم». ويقول ايضًأ بعض العبارات الأخرى. وطريقته المفضلة في القتل هي شق افواه ضحاياه.

### slenderman - سليندرمان
مخلوق عديم الوجه متعدد الآذرع، عند أقترابه يسبب تشويش للآلات الآلكترونية ويسبب الغثيان لكل من يقترب منه، وقد تم أصدار لعبه تحمل نفس الآسم سليندر (لعبة فيديو)

### Eyeless jack - جاك عديم العينين
يعاني من ضعف النظر منذ صغره، وذلك الموضوع بات أسوأ في سن السادسة عشر، حيث أصيب بأضطرابات جعلته يرى الناس يغرقون في سائل أسود ووجوهم تتغير.

### ben drowned - بن دروند
طفل يحب العاب الفيديو وخصوصا سلسلة العاب زيلدا، وتم تسميته بالغارق بسبب والده الذي كان ثملًا لشربه الكحول فقام بمهاجمة «بين» وضربه علي رأسه في وسط البحر ما أدى إلى غرقهِ.

### sonic exe - سونيك إي أكس إي
تلك الشخصية مقتبسة من القنفذ سونيك (سلسلة). وتحكي عن شريط قديم للعبة سونيك على جهاز سيجا، وتلك اللعبة كغيرها كان لها طابع مرعب.

### وكلاء سلندر مان
حرفياً تترجم «وكلاء سلندر مان» وبمعنى أصح «أتباع سلندر مان»، وهم ثلاث أشخاص Hoodie ,Masky و Ticci Toby.

## الكريبي باستا في الوطن العربي
خلال عام 2016، أنتشرت قصص الـ Creepypasta عبر يوتيوب، وكان من مقدمين هذا المحتوي قناة تسمي AzzdineDZ، وتلك القناة أغلقت خلال شهر يونيو لأسباب مجهوله.
بطبيعة الحال يستمر ظهور العديد من القنوات العربية التي تقدم محتوي «كريبي باستا» عبر يوتيوب.

## وصلات خارجية
- creepypasta.com